# Premiul Saturn pentru cel mai bun actor într-un rol secundar
Aceasta este lista câștigătorilor premiului Saturn pentru cel mai bun actor într-un rol secundar (în film):

## Lista

### Anii 1970
| An            | Actor            | Film                           | Personaj                              |
| ------------- | ---------------- | ------------------------------ | ------------------------------------- |
| 1974/75 (3rd) | Marty Feldman    | Tânărul Frankenstein           | Igor                                  |
| 1976 (4th)    | Jay Robinson     | Train Ride to Hollywood        | Dracula                               |
| 1977 (5th)    | Alec Guinness    | Star Wars                      | Obi-Wan "Ben" Kenobi                  |
| 1977 (5th)    | Red Buttons      | Un dragon pe nume Elliott      | Hoagy                                 |
| 1977 (5th)    | Peter Cushing    | Star Wars                      | Grand Moff Tarkin                     |
| 1977 (5th)    | Burgess Meredith | The Sentinel                   | Charles Chazen                        |
| 1977 (5th)    | Woody Strode     | Kingdom of the Spiders         | Walter Colby                          |
| 1978 (6th)    | Burgess Meredith | Magic                          | Ben Greene                            |
| 1978 (6th)    | Michael Ansara   | The Manitou                    | John Singing Rock                     |
| 1978 (6th)    | Michael Jackson  | The Wiz                        | Scarecrow                             |
| 1978 (6th)    | James Mason      | Heaven Can Wait                | Mr. Jordan                            |
| 1978 (6th)    | Leonard Nimoy    | Invasion of the Body Snatchers | Dr. David Kibner                      |
| 1979 (7th)    | Arte Johnson     | Love at First Bite             | Renfield                              |
| 1979 (7th)    | Richard Kiel     | Moonraker                      | Jaws                                  |
| 1979 (7th)    | Leonard Nimoy    | Star Trek: The Motion Picture  | Spock                                 |
| 1979 (7th)    | Donald Pleasence | Dracula                        | Dr. Jack Seward                       |
| 1979 (7th)    | David Warner     | Time After Time                | John Leslie Stevenson/Jack the Ripper |

### Anii 1980
| An             | Actor              | Film                                                       | Personaj                               |
| -------------- | ------------------ | ---------------------------------------------------------- | -------------------------------------- |
| 1980 (8th)     | Scatman Crothers   | The Shining                                                | Dick Hallorann                         |
| 1980 (8th)     | Melvyn Douglas     | The Changeling                                             | Senator Joseph Carmichael              |
| 1980 (8th)     | Martin Gabel       | The First Deadly Sin                                       | Christopher Langley                    |
| 1980 (8th)     | Max von Sydow      | Flash Gordon                                               | The Emperor Ming                       |
| 1980 (8th)     | Billy Dee Williams | The Empire Strikes Back                                    | Lando Calrissian                       |
| 1981 (9th)     | Burgess Meredith   | Clash of the Titans                                        | Ammon                                  |
| 1981 (9th)     | Paul Freeman       | Raiders of the Lost Ark                                    | Dr. René Belloq                        |
| 1981 (9th)     | Ralph Richardson   | Dragonslayer                                               | Ulrich of Craggenmoor                  |
| 1981 (9th)     | Craig Warnock      | Time Bandits                                               | Kevin                                  |
| 1981 (9th)     | Nicol Williamson   | Excalibur                                                  | Merlin                                 |
| 1982 (10th)    | Richard Lynch      | The Sword and the Sorcerer                                 | Titus Cromwell                         |
| 1982 (10th)    | Rutger Hauer       | Blade Runner                                               | Roy Batty                              |
| 1982 (10th)    | Walter Koenig      | Star Trek II: The Wrath of Khan                            | Pavel Chekov                           |
| 1982 (10th)    | Roddy McDowall     | Class of 1984                                              | Terry Corrigan                         |
| 1982 (10th)    | Bruce Spence       | Mad Max 2                                                  | The Gyro Captain                       |
| 1983 (11th)    | John Lithgow       | Twilight Zone: The Movie (Segment #4)                      | John Valentine                         |
| 1983 (11th)    | Scatman Crothers   | Twilight Zone: The Movie (Segment #2)                      | Mr. Bloom                              |
| 1983 (11th)    | Jonathan Pryce     | Something Wicked This Way Comes                            | Mr. Dark                               |
| 1983 (11th)    | Billy Dee Williams | Return of the Jedi                                         | Lando Calrissian                       |
| 1983 (11th)    | John Wood          | WarGames                                                   | Dr. Stephen Falken                     |
| 1984 (12th)    | Tracey Walter      | Repo Man                                                   | Miller                                 |
| 1984 (12th)    | John Candy         | Splash                                                     | Freddie Bauer                          |
| 1984 (12th)    | John Lithgow       | The Adventures of Buckaroo Banzai Across the 8th Dimension | Dr. Emilio Lizardo / Lord John Whorfin |
| 1984 (12th)    | Dick Miller        | Gremlins                                                   | Murray Futterman                       |
| 1984 (12th)    | Robert Preston     | The Last Starfighter                                       | Centauri                               |
| 1985 (13th)    | Roddy McDowall     | Fright Night                                               | Peter Vincent                          |
| 1985 (13th)    | Crispin Glover     | Back to the Future                                         | George McFly                           |
| 1985 (13th)    | Joel Grey          | Remo Williams: The Adventure Begins                        | Chiun                                  |
| 1985 (13th)    | Ian Holm           | Dreamchild                                                 | Charles L. Dodgson / Lewis Carroll     |
| 1985 (13th)    | Christopher Lloyd  | Back to the Future                                         | Dr. Emmett Brown                       |
| 1986 (14th)    | Bill Paxton        | Aliens                                                     | Pvt. William Hudson                    |
| 1986 (14th)    | James Doohan       | Star Trek IV: The Voyage Home                              | Scotty                                 |
| 1986 (14th)    | Clu Gulager        | Hunter's Blood                                             | Mason Rand                             |
| 1986 (14th)    | Walter Koenig      | Star Trek IV: The Voyage Home                              | Pavel Chekov                           |
| 1986 (14th)    | Richard Moll       | House                                                      | Big Ben                                |
| 1987 (15th)    | Richard Dawson     | The Running Man                                            | Damon Killian                          |
| 1987 (15th)    | Robert De Niro     | Angel Heart                                                | Louis Cyphre                           |
| 1987 (15th)    | Robert Englund     | A Nightmare on Elm Street 3: Dream Warriors                | Freddy Krueger                         |
| 1987 (15th)    | Barnard Hughes     | The Lost Boys                                              | Grandpa                                |
| 1987 (15th)    | Bill Paxton        | Near Dark                                                  | Severen                                |
| 1987 (15th)    | Duncan Regehr      | The Monster Squad                                          | Count Dracula                          |
| 1988 (16th)    | Robert Loggia      | Big                                                        | MacMillan                              |
| 1988 (16th)    | Robert Englund     | A Nightmare on Elm Street 4: The Dream Master              | Freddy Krueger                         |
| 1988 (16th)    | Jack Gilford       | Cocoon: The Return                                         | Bernie Lefkowitz                       |
| 1988 (16th)    | Michael Keaton     | Beetlejuice                                                | Betelgeuse                             |
| 1988 (16th)    | Christopher Lloyd  | Who Framed Roger Rabbit                                    | Judge Doom                             |
| 1988 (16th)    | Mandy Patinkin     | Alien Nation                                               | Det. Samuel 'George' Francisco         |
| 1989/90 (17th) | Thomas F. Wilson   | Back to the Future Part III                                | Buford "Mad Dog" Tannen / Biff Tannen  |
| 1989/90 (17th) | Jeffrey Combs      | Bride of Re-Animator                                       | Dr. Herbert West                       |
| 1989/90 (17th) | Brad Dourif        | The Exorcist III                                           | The Gemini Killer                      |
| 1989/90 (17th) | Larry Drake        | Darkman                                                    | Robert G. Durant                       |
| 1989/90 (17th) | John Glover        | Gremlins 2: The New Batch                                  | Daniel Clamp                           |
| 1989/90 (17th) | Tony Goldwyn       | Ghost                                                      | Carl Bruner                            |
| 1989/90 (17th) | John Goodman       | Arachnophobia                                              | Delbert McClintock                     |
| 1989/90 (17th) | Al Pacino          | Dick Tracy                                                 | Alphonse "Big Boy" Caprice             |
| 1989/90 (17th) | Robert Picardo     | Gremlins 2: The New Batch                                  | Forster                                |

### Anii 1990
| An          | Actor                     | Film                                      | Personaj                              |
| ----------- | ------------------------- | ----------------------------------------- | ------------------------------------- |
| 1991 (18th) | William Sadler            | Bill & Ted's Bogus Journey                | Grim Reaper                           |
| 1991 (18th) | Alan Arkin                | Edward Scissorhands                       | Bill Boggs                            |
| 1991 (18th) | Patrick Bergin            | Sleeping with the Enemy                   | Martin Burney                         |
| 1991 (18th) | Wayne Newton              | The Dark Backward                         | Jackie Chrome                         |
| 1991 (18th) | Robert Patrick            | Terminator 2: Judgment Day                | T-1000                                |
| 1991 (18th) | Alan Rickman              | Robin Hood: Prince of Thieves             | Sheriff George of Nottingham          |
| 1992 (19th) | Robin Williams            | Aladdin                                   | Genie (voce)                          |
| 1992 (19th) | Danny DeVito              | Batman Returns                            | Oswald Cobblepot / Penguin            |
| 1992 (19th) | Charles S. Dutton         | Alien 3                                   | Leonard Dillon                        |
| 1992 (19th) | Anthony Hopkins           | Dracula                                   | Abraham Van Helsing                   |
| 1992 (19th) | Sam Neill                 | Memoirs of an Invisible Man               | David Jenkins                         |
| 1992 (19th) | Kevin Spacey              | Consenting Adults                         | Eddy Otis                             |
| 1992 (19th) | Ray Wise                  | Twin Peaks: Fire Walk with Me             | Leland Palmer                         |
| 1993 (20th) | Lance Henriksen           | Hard Target                               | Emil Fouchon                          |
| 1993 (20th) | Jeff Goldblum             | Jurassic Park                             | Dr. Ian Malcolm                       |
| 1993 (20th) | Charles Grodin            | Heart and Souls                           | Harrison Winslow                      |
| 1993 (20th) | Wayne Knight              | Jurassic Park                             | Dennis Nedry                          |
| 1993 (20th) | John Malkovich            | In the Line of Fire                       | Mitch Leary                           |
| 1993 (20th) | Tom Sizemore              | Heart and Souls                           | Milo Peck                             |
| 1993 (20th) | J. T. Walsh               | Needful Things                            | Danforth "Buster" Keeton III          |
| 1994 (21st) | Gary Sinise               | Forrest Gump                              | Lieutenant Dan Taylor                 |
| 1994 (21st) | Richard Attenborough      | Miracle on 34th Street                    | Kris Kringle                          |
| 1994 (21st) | Robert De Niro            | Frankenstein                              | The Creature                          |
| 1994 (21st) | Raúl Juliá (posthumously) | Street Fighter                            | General M. Bison                      |
| 1994 (21st) | Bill Paxton               | True Lies                                 | Simon                                 |
| 1994 (21st) | James Spader              | Wolf                                      | Stewart Swinton                       |
| 1995 (22nd) | Brad Pitt                 | 12 Monkeys                                | Jeffrey Goines                        |
| 1995 (22nd) | Harvey Keitel             | From Dusk till Dawn                       | Jacob Fuller                          |
| 1995 (22nd) | Val Kilmer                | Heat                                      | Chris Shiherlis                       |
| 1995 (22nd) | Tim Roth                  | Rob Roy                                   | Archibald Cunningham                  |
| 1995 (22nd) | Quentin Tarantino         | From Dusk till Dawn                       | Richie Gecko                          |
| 1995 (22nd) | Christopher Walken        | The Prophecy                              | Gabriel                               |
| 1996 (23rd) | Brent Spiner              | Star Trek: First Contact                  | Lt. Commander Data                    |
| 1996 (23rd) | Jeffrey Combs             | The Frighteners                           | Milton Dammers                        |
| 1996 (23rd) | Edward Norton             | Primal Fear                               | Aaron Stampler                        |
| 1996 (23rd) | Joe Pantoliano            | Bound                                     | Caesar                                |
| 1996 (23rd) | Brent Spiner              | Independence Day                          | Dr. Brackish Okun                     |
| 1996 (23rd) | Skeet Ulrich              | Scream                                    | Billy Loomis                          |
| 1997 (24th) | Vincent D'Onofrio         | Men in Black                              | Edgar / Bug                           |
| 1997 (24th) | Steve Buscemi             | Con Air                                   | Garland "The Marietta Mangler" Greene |
| 1997 (24th) | Robert Forster            | Jackie Brown                              | Max Cherry                            |
| 1997 (24th) | Will Patton               | The Postman                               | General Bethlehem                     |
| 1997 (24th) | Pete Postlethwaite        | The Lost World: Jurassic Park             | Roland Tembo                          |
| 1997 (24th) | J. T. Walsh               | Breakdown                                 | Warren "Red" Barr                     |
| 1998 (25th) | Ian McKellen              | Apt Pupil                                 | Kurt Dussander / Arthur Denker        |
| 1998 (25th) | Ben Affleck               | Armageddon                                | A. J. Frost                           |
| 1998 (25th) | Dennis Franz              | City of Angels                            | Nathaniel Messinger                   |
| 1998 (25th) | Ed Harris                 | The Truman Show                           | Christof                              |
| 1998 (25th) | Gary Oldman               | Lost in Space                             | Dr. Zachary Smith / Spider Smith      |
| 1998 (25th) | Billy Bob Thornton        | A Simple Plan                             | Jacob Mitchell                        |
| 1999 (26th) | Michael Clarke Duncan     | The Green Mile                            | John Coffey                           |
| 1999 (26th) | Laurence Fishburne        | The Matrix                                | Morpheus                              |
| 1999 (26th) | Jude Law                  | The Talented Mr. Ripley                   | Dickie Greenleaf                      |
| 1999 (26th) | Ewan McGregor             | Star Wars: Episode I – The Phantom Menace | Obi-Wan Kenobi                        |
| 1999 (26th) | Alan Rickman              | Galaxy Quest                              | Alexander Dane/Dr. Lazarus            |
| 1999 (26th) | Christopher Walken        | Sleepy Hollow                             | Hessian Horseman                      |

### Anii 2000
| An          | Actor                       | Film                                                   | Personaj                             |
| ----------- | --------------------------- | ------------------------------------------------------ | ------------------------------------ |
| 2000 (27th) | Willem Dafoe                | Shadow of the Vampire                                  | Max Schreck                          |
| 2000 (27th) | Jason Alexander             | The Adventures of Rocky and Bullwinkle                 | Boris Badenov                        |
| 2000 (27th) | Dennis Quaid                | Frequency                                              | Frank Sullivan                       |
| 2000 (27th) | Giovanni Ribisi             | The Gift                                               | Buddy Cole                           |
| 2000 (27th) | Will Smith                  | The Legend of Bagger Vance                             | Bagger Vance                         |
| 2000 (27th) | Patrick Stewart             | X-Men                                                  | Professor Charles Xavier             |
| 2001 (28th) | Ian McKellen                | The Lord of the Rings: The Fellowship of the Ring      | Gandalf the Grey                     |
| 2001 (28th) | Robbie Coltrane             | Harry Potter and the Philosopher's Stone               | Rubeus Hagrid                        |
| 2001 (28th) | Mark Dacascos               | Brotherhood of the Wolf                                | Mani                                 |
| 2001 (28th) | Eddie Murphy                | Shrek                                                  | Donkey (voce)                        |
| 2001 (28th) | Jeremy Piven                | Serendipity                                            | Dean Kansky                          |
| 2001 (28th) | Tim Roth                    | Planet of the Apes                                     | General Thade                        |
| 2002 (29th) | Andy Serkis                 | The Lord of the Rings: The Two Towers                  | Sméagol / Gollum                     |
| 2002 (29th) | Ralph Fiennes               | Red Dragon                                             | Francis Dolarhyde                    |
| 2002 (29th) | Tom Hardy                   | Star Trek: Nemesis                                     | Praetor Shinzon                      |
| 2002 (29th) | Toby Stephens               | Die Another Day                                        | Gustav Graves                        |
| 2002 (29th) | Max von Sydow               | Minority Report                                        | Director Lamar Burgess               |
| 2002 (29th) | Robin Williams              | Insomnia                                               | Walter Finch                         |
| 2003 (30th) | Sean Astin                  | The Lord of the Rings: The Return of the King          | Samwise Gamgee                       |
| 2003 (30th) | Sonny Chiba                 | Kill Bill: Volume 1                                    | Hattori Hanzō                        |
| 2003 (30th) | Ian McKellen                | The Lord of the Rings: The Return of the King          | Gandalf the White                    |
| 2003 (30th) | Geoffrey Rush               | Pirates of the Caribbean: The Curse of the Black Pearl | Captain Hector Barbossa              |
| 2003 (30th) | Andy Serkis                 | The Lord of the Rings: The Return of the King          | Smeagol / Gollum                     |
| 2003 (30th) | Ken Watanabe                | The Last Samurai                                       | Katsumoto Moritsugu                  |
| 2004 (31st) | David Carradine             | Kill Bill: Volume 2                                    | Bill                                 |
| 2004 (31st) | Alfred Molina               | Spider-Man 2                                           | Otto Octavius / Doctor Octopus       |
| 2004 (31st) | Gary Oldman                 | Harry Potter and the Prisoner of Azkaban               | Sirius Black                         |
| 2004 (31st) | Giovanni Ribisi             | Sky Captain and the World of Tomorrow                  | Dex                                  |
| 2004 (31st) | Liev Schreiber              | The Manchurian Candidate                               | Raymond Shaw                         |
| 2004 (31st) | John Turturro               | Secret Window                                          | John Shooter                         |
| 2005 (32nd) | Mickey Rourke               | Sin City                                               | Marv                                 |
| 2005 (32nd) | William Hurt                | A History of Violence                                  | Richie Cusack                        |
| 2005 (32nd) | Val Kilmer                  | Kiss Kiss Bang Bang                                    | Gay Perry                            |
| 2005 (32nd) | Ian McDiarmid               | Star Wars: Episode III – Revenge of the Sith           | Chancellor Palpatine / Darth Sidious |
| 2005 (32nd) | Cillian Murphy              | Red Eye                                                | Jackson Rippner                      |
| 2005 (32nd) | Liam Neeson                 | Batman Begins                                          | Henri Ducard / Ra's al Ghul          |
| 2006 (33rd) | Ben Affleck                 | Hollywoodland                                          | George Reeves                        |
| 2006 (33rd) | Kelsey Grammer              | X-Men: The Last Stand                                  | Dr. Hank McCoy / Beast               |
| 2006 (33rd) | Philip Seymour Hoffman      | Mission: Impossible III                                | Owen Davian                          |
| 2006 (33rd) | Sergi López                 | Pan's Labyrinth                                        | Captain Vidal                        |
| 2006 (33rd) | James Marsden               | Superman Returns                                       | Richard White                        |
| 2006 (33rd) | Bill Nighy                  | Pirates of the Caribbean: Dead Man's Chest             | Davy Jones                           |
| 2007 (34th) | Javier Bardem               | No Country for Old Men                                 | Anton Chigurh                        |
| 2007 (34th) | Ben Foster                  | 3:10 to Yuma                                           | Charlie Prince                       |
| 2007 (34th) | James Franco                | Spider-Man 3                                           | Harry Osborn / New Goblin            |
| 2007 (34th) | Justin Long                 | Live Free or Die Hard                                  | Matthew "Matt" Farrell               |
| 2007 (34th) | Alan Rickman                | Sweeney Todd: The Demon Barber of Fleet Street         | Judge Turpin                         |
| 2007 (34th) | David Wenham                | 300                                                    | Dilios                               |
| 2008 (35th) | Heath Ledger (posthumously) | The Dark Knight                                        | The Joker                            |
| 2008 (35th) | Jeff Bridges                | Iron Man                                               | Obadiah Stane                        |
| 2008 (35th) | Aaron Eckhart               | The Dark Knight                                        | Harvey Dent / Two-Face               |
| 2008 (35th) | Woody Harrelson             | Transsiberian                                          | Roy                                  |
| 2008 (35th) | Shia LaBeouf                | Indiana Jones and the Kingdom of the Crystal Skull     | Mutt Williams                        |
| 2008 (35th) | Bill Nighy                  | Valkyrie                                               | General Friedrich Olbricht           |
| 2009 (36th) | Stephen Lang                | Avatar                                                 | Colonel Miles Quaritch               |
| 2009 (36th) | Woody Harrelson             | Zombieland                                             | Tallahassee                          |
| 2009 (36th) | Frank Langella              | The Box                                                | Arlington Steward                    |
| 2009 (36th) | Jude Law                    | Sherlock Holmes                                        | Dr. John Watson                      |
| 2009 (36th) | Stanley Tucci               | The Lovely Bones                                       | George Harvey                        |
| 2009 (36th) | Christoph Waltz             | Inglourious Basterds                                   | Colonel Hans Landa                   |

### Anii 2010
| An             | Actor                | Film                                          | Personaj                             |
| -------------- | -------------------- | --------------------------------------------- | ------------------------------------ |
| 2010 (37th)    | Andrew Garfield      | Never Let Me Go                               | Tommy                                |
| 2010 (37th)    | Christian Bale       | The Fighter                                   | Dicky Eklund                         |
| 2010 (37th)    | Tom Hardy            | Inception                                     | Eames                                |
| 2010 (37th)    | Garrett Hedlund      | Tron: Legacy                                  | Sam Flynn                            |
| 2010 (37th)    | John Malkovich       | Red                                           | Marvin Boggs                         |
| 2010 (37th)    | Mark Ruffalo         | Shutter Island                                | Chuck Aule / Dr. Lester Sheehan      |
| 2011 (38th)    | Andy Serkis          | Rise of the Planet of the Apes                | Caesar                               |
| 2011 (38th)    | Ralph Fiennes        | Harry Potter and the Deathly Hallows – Part 2 | Lord Voldemort                       |
| 2011 (38th)    | Harrison Ford        | Cowboys & Aliens                              | Colonel Woodrow Dolarhyde            |
| 2011 (38th)    | Tom Hiddleston       | Thor                                          | Loki                                 |
| 2011 (38th)    | Alan Rickman         | Harry Potter and the Deathly Hallows – Part 2 | Severus Snape                        |
| 2011 (38th)    | Stanley Tucci        | Captain America: The First Avenger            | Dr. Abraham Erskine                  |
| 2012 (39th)    | Clark Gregg          | The Avengers                                  | Agent Phil Coulson                   |
| 2012 (39th)    | Javier Bardem        | Skyfall                                       | Raoul Silva                          |
| 2012 (39th)    | Michael Fassbender   | Prometheus                                    | David 8                              |
| 2012 (39th)    | Joseph Gordon-Levitt | The Dark Knight Rises                         | John Blake                           |
| 2012 (39th)    | Ian McKellen         | The Hobbit: An Unexpected Journey             | Gandalf the Grey                     |
| 2012 (39th)    | Christoph Waltz      | Django Unchained                              | Dr. King Schultz                     |
| 2013 (40th)    | Ben Kingsley         | Iron Man 3                                    | Trevor Slattery                      |
| 2013 (40th)    | Daniel Brühl         | Rush                                          | Niki Lauda                           |
| 2013 (40th)    | George Clooney       | Gravity                                       | Matt Kowalski                        |
| 2013 (40th)    | Benedict Cumberbatch | Star Trek Into Darkness                       | John Harrison / Khan                 |
| 2013 (40th)    | Harrison Ford        | Ender's Game                                  | Colonel Graff                        |
| 2013 (40th)    | Tom Hiddleston       | Thor: The Dark World                          | Loki                                 |
| 2013 (40th)    | Bill Nighy           | About Time                                    | Dad                                  |
| 2014 (41st)    | Richard Armitage     | The Hobbit: The Battle of the Five Armies     | Thorin Oakenshield                   |
| 2014 (41st)    | Josh Brolin          | Inherent Vice                                 | Det. Christian F. "Bigfoot" Bjornsen |
| 2014 (41st)    | Samuel L. Jackson    | Captain America: The Winter Soldier           | Nick Fury                            |
| 2014 (41st)    | Anthony Mackie       | Captain America: The Winter Soldier           | Sam Wilson / Falcon                  |
| 2014 (41st)    | Andy Serkis          | Dawn of the Planet of the Apes                | Caesar                               |
| 2014 (41st)    | J. K. Simmons        | Whiplash                                      | Terence Fletcher                     |
| 2015 (42nd)    | Adam Driver          | Star Wars: The Force Awakens                  | Kylo Ren                             |
| 2015 (42nd)    | Paul Bettany         | Avengers: Age of Ultron                       | J.A.R.V.I.S. and Vision              |
| 2015 (42nd)    | Michael Douglas      | Ant-Man                                       | Hank Pym                             |
| 2015 (42nd)    | Walton Goggins       | The Hateful Eight                             | Sheriff Chris Mannix                 |
| 2015 (42nd)    | Simon Pegg           | Mission: Impossible – Rogue Nation            | Benji Dunn                           |
| 2015 (42nd)    | Michael Shannon      | 99 Homes                                      | Rick Carver                          |
| 2016 (43rd)    | John Goodman         | 10 Cloverfield Lane                           | Howard Stambler                      |
| 2016 (43rd)    | Chadwick Boseman     | Captain America: Civil War                    | T'Challa / Black Panther             |
| 2016 (43rd)    | Dan Fogler           | Fantastic Beasts and Where to Find Them       | Jacob Kowalski                       |
| 2016 (43rd)    | Diego Luna           | Rogue One: A Star Wars Story                  | Cassian Andor                        |
| 2016 (43rd)    | Zachary Quinto       | Star Trek Beyond                              | Commander Spock                      |
| 2016 (43rd)    | Christopher Walken   | The Jungle Book                               | King Louie                           |
| 2017 (44th)    | Patrick Stewart      | Logan                                         | Charles Xavier / Professor X         |
| 2017 (44th)    | Harrison Ford        | Blade Runner 2049                             | Rick Deckard                         |
| 2017 (44th)    | Michael B. Jordan    | Black Panther                                 | N'Jadaka / Erik "Killmonger" Stevens |
| 2017 (44th)    | Michael Keaton       | Spider-Man: Homecoming                        | Adrian Toomes / Vulture              |
| 2017 (44th)    | Chris Pine           | Wonder Woman                                  | Steve Trevor                         |
| 2017 (44th)    | Michael Rooker       | Guardians of the Galaxy Vol. 2                | Yondu                                |
| 2017 (44th)    | Bill Skarsgard       | It                                            | It / Pennywise the Dancing Clown     |
| 2018/19 (45th) | Josh Brolin          | Avengers: Infinity War                        | Thanos                               |
| 2018/19 (45th) | John Lithgow         | Pet Sematary                                  | Jud Crandall                         |
| 2018/19 (45th) | Lin-Manuel Miranda   | Mary Poppins Returns                          | Jack                                 |
| 2018/19 (45th) | Lewis Pullman        | Bad Times at the El Royale                    | Miles Miller                         |
| 2018/19 (45th) | Jeremy Renner        | Avengers: Endgame                             | Clint Barton / Hawkeye               |
| 2018/19 (45th) | Will Smith           | Aladdin                                       | Genie                                |
| 2018/19 (45th) | Steven Yeun          | Burning                                       | Ben                                  |